# Stein (Appenzello Esterno)
Stein (toponimo tedesco) è un comune svizzero di 1 418 abitanti del Canton Appenzello Esterno.

## Storia
Il comune di Stein è stato istituito nel 1749 per scorporo da quello di Hundwil.

## Monumenti e luoghi d'interesse

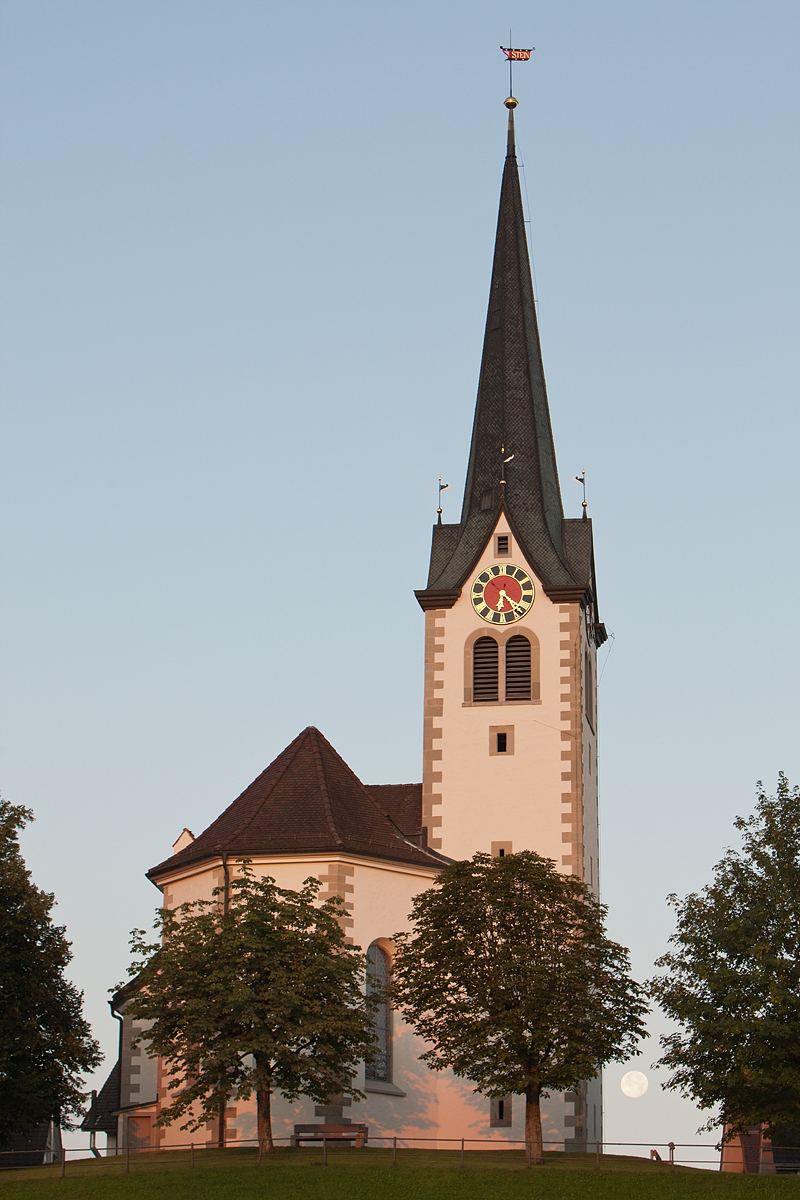
La chiesa riformata

- Chiesa riformata, eretta dopo il 1749[1].
- Museo del folclore dell'Appenzello

## Società

### Evoluzione demografica
L'evoluzione demografica è riportata nella seguente tabella:
Abitanti censiti

## Amministrazione
Ogni famiglia originaria del luogo fa parte del cosiddetto comune patriziale e ha la responsabilità della manutenzione di ogni bene ricadente all'interno dei confini del comune.